# Loxostege conisphoralis
Loxostege conisphoralis là một loài bướm đêm trong họ Crambidae.